# Le Lac des cygnes (film, 1981)
 (août 2019).
Si vous disposez d'ouvrages ou d'articles de référence ou si vous connaissez des sites web de qualité traitant du thème abordé ici, merci de compléter l'article en donnant les références utiles à sa vérifiabilité et en les liant à la section « Notes et références ».
Pour les articles homonymes, voir Le Lac des cygnes (homonymie).
Le Lac des cygnes (世界名作童話 白鳥の湖, Sekai meisaku dōwa: Hakuchō no mizuumi) est un film d'animation japonais réalisé par Kimio Yabuki, pour Toei Animation. Il est inspiré du célèbre ballet Le Lac des cygnes de Tchaïkovski. La musique qui accompagne les scènes du film n'est tout autre que le ballet de Tchaïkovski.
Le film est sorti le 14 mars 1981 au Japon.

## Synopsis
Lors de sa promenade en forêt, le prince Siegfried découvre une belle cygne avec une couronne à sa tête. Il découvrira plus tard que c'est, en réalité, une jeune princesse nommée Odette, transformée en cygne pour avoir refusé la main d'un jeune sorcier, Rodebart. Elle ne retrouve sa forme humaine qu'après la tombée de la nuit. Le seul moyen de délivrer Odette de ce maudit sort n'est autre qu'un homme qui l'aimera de tout son cœur…

## Fiche technique
- Producteur exécutif : Chiaki Imada
- Réalisateur : Kimio Yabuki
- Scénariste : Hirokazu Fuse
- Musique : Piotr Ilitch Tchaïkovski
  - Arrangements par l'Orchestre symphonique de Vienne, dirigé par Stefan Soltesz.
- Directeur artistique : Tadanao Tsuji
- Directeur de l'animation : Takuo Noda
- Directeur de la photo : Hiroshi Meguro
- Montage : Yutaka Chikura
- Studio d'animation, production : Toei Animation
  - Licencié par Discotek Media (DVD anglophone du 28 novembre 2017)
  - Diffusé par Crunchyroll

## Diffusion francophone
Au Québec, le film est diffusé à partir du 2 janvier 1984 à Premier Choix (devenu Super Écran en octobre), puis en clair le 31 décembre 1985 à Radio-Québec dans Ciné-Cadeau.
En France, le film a été distribué par Citel Vidéo. 
À la télévision française, le film fut diffusé pour la première fois sur France 3, le 25 décembre 1986.
Le film a alors été rediffusé sur Mangas, NT1 et Teletoon (le 14 avril 1998).

## Doublage

### Voix originales
- Keiko Takeshita : la princesse Odette
- Taro Shigaki : le prince Siegfried
- Asao Koike : Rodebart
- Yōko Asagami : Odile
- Fuyumi Shiraishi : Margarita
- Yoneko Matsukane : Hans
- Jōji Yanami : Premier ministre
- Taeko Nakanishi : la reine

### Voix françaises
- Céline Monsarrat : la princesse Odette
- Philippe Ogouz : le prince Siegfried
- Catherine Lafond : Odile
- Georges Atlas : le sorcier Rodebart
- Albert Augier : le compagnon du prince, le Premier ministre
- Claude Chantal : Marguerite, la reine
- Philippe Dumat : Hans

 Source et légende : version française (VF) sur RS Doublage